# Walter Hilsbecher
Walter Hermann Hilsbecher (* 9. März 1917 in Frankfurt am Main; † 30. November 2015 in Butzbach) war ein deutscher Schriftsteller, Übersetzer und Hörfunksprecher.

## Leben
Hilsbecher besuchte in seiner Geburtsstadt die Helmholtzschule, von der er 1934 aus politischen Gründen verwiesen wurde. Von 1939 bis 1945 nahm er am Zweiten Weltkrieg teil.
Als Gründungsmitglied der Gruppe 47 war Hilsbecher eine wichtige Persönlichkeit in der Literatur- und Kulturlandschaft der Nachkriegszeit. Auf den Schriftstellertagungen las er Lyrik (die 1947 in Herrlingen von Heinz Friedrich als „klar, liedhaft einfach und schlicht den Ton unserer Zeit“ treffend bezeichnet wurde), Essays (denen 1950 in Inzigkofen Albrecht Knaus nicht folgen mochte, doch ein Talent zum „Prosa-Hymniker“ ausmachte), Aphorismen (deren „bestechende Präzision“ Heinz Friedrich 1952 in Niendorf lobte) und Prosa-Texte (1954 auf Burg Rothenfels). Eine wichtige Rolle hatte er auch bei den ersten Lesungen von Ingeborg Bachmann und Paul Celan, deren Gedichte er – nach einem von der Gruppe aus unterschiedlichen Gründen abgelehnten Vortrag – noch einmal „verständlicher“ vorlas. 1963 wurde Hilsbecher im Zuge der Verkleinerung der Gruppe von seinem alten Weggefährten Hans Werner Richter nicht mehr eingeladen.
Neben seinen zahlreichen Buchveröffentlichungen wurde Hilsbecher vor allem durch seine Arbeit in den Kulturprogrammen verschiedener Rundfunkanstalten der Bundesrepublik bekannt. In den Jahren 1964 und 1965 moderierte er das monatlich ausgestrahlte Kulturprogramm studio frankfurt im Hessischen Rundfunk.
Hilsbecher lebte als freier Autor in Butzbach/Taunus. Er war verheiratet und hat drei Kinder. Von 1968 bis 1995 war er Mitglied des P.E.N.-Zentrums der Bundesrepublik Deutschland.

## Werke
- Ernst Jünger und die „Neue Theologie“ 1949
- Sporaden (Aphorismen) 1953
- Wie modern ist eine Literatur, Essays 1965
- Lakonische Geschichten, 1966
- Schreiben als Therapie, Essays, 1967
- Sporaden, Aufzeichnungen aus 20 Jahren, 1969
- An- und Absage (Gedichte), 1984
- Les Adieux (Gedichte und Kurzprosa), 1984
- Eulenflug, Traumaufzeichnungen, (mit Illustrationen von Werner Holz), 1984
- Dreizehn lakonische Geschichten, erweiterte Ausgabe, 1986
- Metamorphosen, Mappe mit sechs Grafiken von Werner Holz und Texten von Walter Hilsbecher, 1986
- Kopfsprünge, Zufällige Notizen, 1987
- Zum Beispiel Ödipus, Varianten eines Daseinsmodells, Essays, 1987
- Sardonisches Credo, 13 schwarzbunte Sonette, 1991
- Luftpost, Sieben Gedichte in memoriam Werner Holz, 1992
- Federspiel, Kurzgedichte, 1997
- Kuckucksorakel, Gedichte, 1997
- Zeitkäfig, Lyrische Aphorismen, 2001

dazu zahlreiche Zeitschriftenartikel, Lesungen und literarische Sendungen an allen westdeutschen Rundfunkanstalten.
Übersetzung:
- Amos Tutuola: Der Palmweintrinker (The palmwinedrinkard, dt.) Ein Märchen von d. Coldküste. 1955.
- Jean Reverzy: Die Ueberfahrt. Roman., Wien 1956.
- Herman Melville: Ein sehr vertrauenswürdiger Herr. Roman. Claassen Verlag, Hamburg 1958.
- Françoise Mallet-Joris: Der dunkle Morgen. Roman. Ullstein, Wien 1957.
- Jean-Louis Curtis: Die seidene Leiter. Erzählung. Dt. Buch-Gemeinschaft, Berlin, Darmstadt, Wien 1961.
- John Marco Allegro: Die Botschaft vom Toten Meer. Das Geheimnis der Schriftrollen. Fischer Bücherei, Frankfurt am Main 1958.
- Mit Liselotte Hilsbecher aus dem Englischen: Daisetz Teitaro Suzuki, Der Westliche und der östliche Weg, Ullstein Taschenbücher, Frankfurt am Main, 1960

## Hörspiele (Auswahl)
- 1958: Fred Hoyle: Die schwarze Wolke (Leicester) – Regie: Marcel Wall (Hörspielbearbeitung, Science-Fiction-Hörspiel – SWF)
- 1985: Knut Hamsun: Mysterien (Hörspiel – SWF)